# Transcendental fænomenologi
|  | For en bredere behandling se artiklen om Fænomenologi, der i modsætning til denne har links til andre sprog |
Transcendental fænomenologi er en filosofisk retning, der er grundlagt af den tyske filosof Edmund Husserl (1859-1938). Den går ud på at finde et sikkert fundament for al erkendelse ved at se bort fra alle fordomme og al teoretisk viden, sætte parentes om den, udføre hvad Husserl kalder epoché: Træde ud af eller transcendere den naturlige indstilling og opfattelse.